# Браун, Йозеф
Йозеф Браун (чеш. Josef Braun; 11 июля 1864, Кутна-Гора — 28 августа 1891, Кутна-Гора) — чешский писатель.
В 1883 году окончил учительскую семинарию в своём родном городе. В течение трёх лет работал помощником учителя в чешской школе в Вене, одновременно изучая чешскую историю в венских архивах. Затем преподавал в Буштеграде и пражском районе Смихов. В возрасте 18 лет начал публиковать рассказы и очерки на исторические темы в чешской периодике, частично за подписью Браун-Кутногорский (чеш. Braun Kutnohorský). Важнейшим трудом Брауна, по мнению К. В. Райса, стала книга Z pamětí krevních písařů (1886, переиздание 1948); тот же Райс отмечал, что Браун в своих произведениях стал достойным продолжателем Бенеша Тржебизского. С архивом Тржебизского Браун работал после смерти писателя в 1884 году, подготовил том его посмертных сочинений и написал его первую биографию.
Умер от туберкулёза. Многие произведения Брауна были изданы посмертно в первой половине 1890-х гг.